# ECW 하드코어 TV
하드코어 TV(Hardcore TV)는 오리지널 ECW의 주간 TV 쇼이다. 주로 하우스 쇼와 녹화된 인터뷰를 다룬다.

## 같이 보기
- ECW on TNN